# Rodrigo Pastore
Rodrigo Pastore ( Buenos Aires, 16 de septiembre de 1972) es un entrenador argentino de baloncesto, que también fue jugador profesional en Europa entre 1996 y 2008. Actualmente dirige al BV Chemnitz 99 de la Basketball Bundesliga de Alemania.

## Trayectoria

### Como jugador
Rodrigo Pastore es hijo de Augusto Pastore, un entrenador de baloncesto argentino. Formado en la cantera del Campana Boat Club, comenzó muy tempranamente a jugar como base con el equipo de mayores. Posteriormente defendió los colores de SIDERCA en la Primera Nacional "B".
En 1992 dejó su país para instalarse en los Estados Unidos. Allí recibió una beca para asistir a la Universidad Lipscomb y jugar con los Lipscomb Bisons, el equipo de baloncesto de la institución que, por esa época, competía en los torneos de la NAIA. Cuatro años más tarde se marchó a Europa para comenzar su carrera como profesional en ese continente. 
Su primer equipo fue el TG Renesas Landshut, de la segunda división del baloncesto alemán. Pasó luego al Bayreuth, equipo de la Basketball Bundesliga. Jugó dos temporadas en un excelente nivel, ganándose el aprecio de los seguidores del club. En 1998 hizo su primera experiencia en Italia como base del Aurora Basket Jesi de la Serie A2. Sin embargo, al cabo de un año, retornó a la Basketball Bundesliga, esta vez fichado por el Bonn.
En 2000 retornó a Italia como parte del proyecto del Popolare Ragusa para conquistar la LegaDue. Tras fallar en el objetivo, fichó con el Coop Nordest Trieste de la Serie A. Esa temporada jugó sólo 9.7 minutos de promedio en 23 partidos con su equipo. A raíz de ello regresó al año siguiente al Popolare Ragusa para intentar nuevamente sin éxito el cambio de categoría. 
Pastore actuó por una temporada más en la Serie A2 como parte del Garofoli Osimo antes de migrar a Suiza. Allí vistió la camiseta de Lugano Tigers y luego del Vacallo, club en el que retiraría como jugador profesional en 2008.

#### Equipos
| Club                 | País           | Año         |
| -------------------- | -------------- | ----------- |
| Campana Boat Club    | Argentina      | 1986 - 1990 |
| SIDERCA              | Argentina      | 1990 - 1992 |
| Lipscomb Bisons      | Estados Unidos | 1992 - 1996 |
| TG Renesas Landshut  | Alemania       | 1996        |
| Bayreuth             | Alemania       | 1996 - 1998 |
| Aurora Basket Jesi   | Italia         | 1998 - 1999 |
| Bonn                 | Alemania       | 1999 - 2000 |
| Popolare Ragusa      | Italia         | 2000 - 2001 |
| Coop Nordest Trieste | Italia         | 2001 - 2002 |
| Popolare Ragusa      | Italia         | 2002 - 2003 |
| Garofoli Osimo       | Italia         | 2004 - 2005 |
| Lugano Tigers        | Suiza          | 2005 - 2006 |
| SAV Vacallo Basket   | Suiza          | 2006 - 2008 |

### Como entrenador
Pastore comenzó su carrera como entrenador en 2006 con el SAV Vacallo Basket de la Liga Nacional de Baloncesto de Suiza, donde realizó una particular transición a la dirección técnica colaborando con el director técnico en la temporada 2006-2007 y asumiendo el papel de jugador-entrenador en la 2007-2008, para más tarde hacerse cargo del banquillo al que comandaría durante 5 años. En 2009 se consagró campeón de la Liga Nacional de Baloncesto de Suiza, logrando además conquistar la Copa Suiza en 2008 y 2009. En sus últimos tres años al frente del club suizo, estuvo acompañado por su compatriota Rodrigo Martínez como asistente, con quien había compartido el plantel en su etapa universitaria en los Lipscomb Bisons. 
En 2015 se convirtió en entrenador en jefe del BV Chemnitz 99 de la segunda división alemana ProA. 
Al término de la temporada 2019-2020, Pastore logró el ascenso a la Basketball Bundesliga con su equipo, del cual se había quedado a las puertas en varias ocasiones anteriores. 
El 20 de febrero de 2020 renovó su contrato con el BV Chemnitz 99 por dos temporadas más, pudiendo debutar en la Basketball Bundesliga unos meses después. En la temporada 2023-2024 fue elegido Entrenador del Año de la Basketball Bundesliga.